# Святое собеседование (картина Альвизе Виварини)
«Святое собеседование» (итал. Sacra conversazione), или «Мадонна на троне с младенцем и святыми Анной, Иоакимом, Людовиком Тулузским, Антонием Падуанском, Франциском и Бернардином Сиенским» (итал. Madonna in trono con il Bambino tra i santi Anna, Gioachino, Ludovico da Tolosa, Antoinio da Padova, Francesco et Bernardino da Siena) — картина в стиле ренессанса итальянского художника Альвизе Виварини, на которой изображены сидящая на троне Богоматерь с младенцем Иисусом в окружении святых Иоакима и Анны, Людовика Тулузского, Антония Падуанского, Франциска и Бернардина Сиенского. Полотно написано около 1480 года и представляет собой живопись темперой на доске размером 175×196 см. В настоящее время хранится в Галерея Академии в Венеции.

## История
Запрестольный образ был написан автором в 1480 году для церкви Девы Марии в Пра. Затем его перенесли в капеллу святого Бернардина Сиенского в церкви Святого Франциска в Тревизо. В 1812 году полотно было экспроприировано наполеоновской администрацией и попало в собрания Галереи Академии в Венеции.

## Описание
В центре картины, сидящей на мраморном троне, изображена Дева Мария с обнажённым младенцем Иисусом на руках. По сторонам от трона Богоматери стоят святые — по трое с каждой стороны. Слева: святой Людовик Тулузский в архиерейском облачении, святой Антоний Падуанский в рясе францисканца и с лилией в руках, мать Девы Марии — святая Анна. Справа: отец Девы Марии — святой Иоаким, основатель ордена францисканцев — святой Франциск со стигматами и святой Бернардин Сиенский тоже в рясе францисканца и с монограммой Христа. Под троном на картуше стоит подпись художника. Изображение среди четырёх францисканцев родителей Пресвятой Девы указывает на почитание Непорочного зачатия в ордене, получившее благословение римского папы-францисканца Сикста IV за несколько лет до создания картины.
Фон полотна состоит из зелёной ткани, вдохновлённой работами Джованни Беллини, которая, как показал рентгеновский снимок, является более поздним дополнением к первому наброску. Наверху из-за ткани выглядывают две арки, в которых видно ясное небо с облаками, светлеющими по мере приближения к горизонту, как на рассвете.
В картине заметен переход от поздней готики к ренессансным принципам построения пространства. Жесты персонажей кажутся застывшими из-за холодного света, источник которого находится в левом верхнем углу. Трёхмерные фигуры на полотне геометрически связаны с пространством вокруг трона Богородицы. Виварини смягчил собственный стиль под влиянием творчества Антонелло да Мессины. До этого в его картинах доминировали графизмы и эмалевые цвета близкие творчеству Андреа Мантеньи и последователей Франческо Скварчоне. Картина демонстрирует новаторский подход к сюжету «Святое собеседование» и направление, в котором шло развитие венецианской школы живописи в конце XV века. 